# Dialyse
Pour les articles homonymes, voir Dialyse (homonymie).

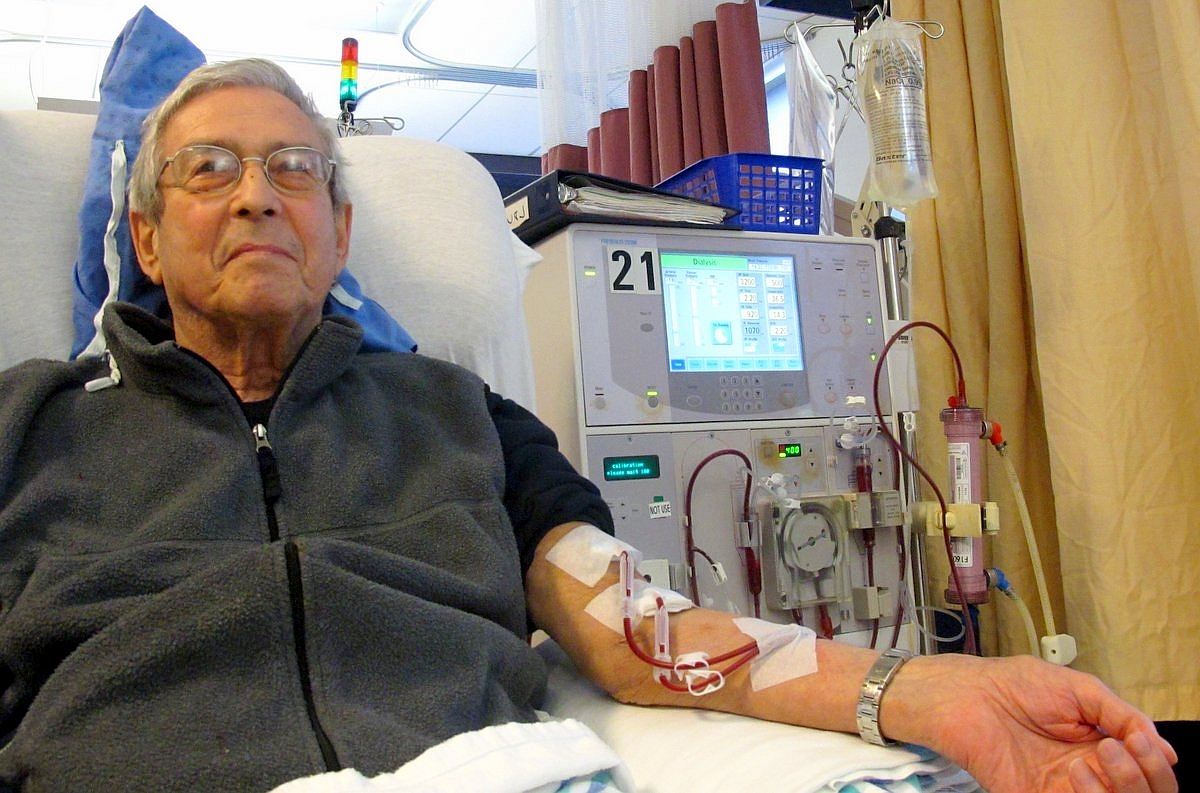
Patient recevant une dialyse

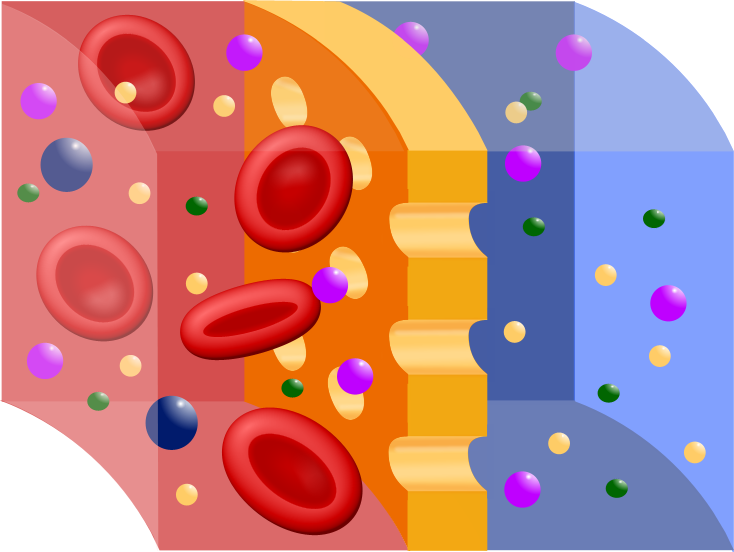
Principe cellulaire d'une dialyse :
rouge = sang
jaune = membrane semi-perméable
bleu = liquide de dialyse

La dialyse  est une technique de purification de solutions. En particulier, en médecine, la dialyse est une méthode d'épuration du sang à travers une membrane.
Le principe consiste à séparer deux solutions par une membrane. On distingue différents types de membranes, les membranes hémiperméables (qui ne laissent passer que le solvant) et dialysantes (pores de diamètre de l'ordre du nanomètre (nm), identiques et connus) qui laissent passer le solvant et les solutés en dessous d'une certaine taille. Par effet de diffusion (due à l'agitation moléculaire) les petites molécules traverseront la membrane, tandis que les grosses molécules (souvent macromolécules) seront retenues d'un côté.
La principale application de la dialyse dans le domaine médical concerne les personnes dont les reins ont cessé de fonctionner, temporairement (insuffisance rénale aiguë) ou définitivement (insuffisance rénale chronique au stade terminal).
Le produit d'une dialyse (solution de recueil des petites molécules) s'appelle un dialysat.

## Historique
La première machine de dialyse fonctionnelle est construite en 1938 par Willem Kolff, un médecin néerlandais. Il poursuit les développements du prototype les années suivantes tandis que les Pays-Bas sont occupés par les Nazis à partir de 1940. Lors de la mise au point du système de dialyse, Kolff utilise du boyau pour saucisses enroulé autour d'un tambour. Le sang du patient prélevé d'une artère du poignet est envoyé dans le boyau pour saucisses ; les petites molécules traversent le boyau qui fonctionne comme une membrane semi-perméable, tandis que les grandes molécules du sang sont arrêtées par le boyau ; le tambour en rotation retire les impuretés du sang ; le sang est ensuite réinjecté au patient par un système de pompe inspiré d'une pièce de moteur de voiture. Par la suite, pour améliorer son dispositif, il emploie des canettes de jus d'orange et des pièces de machine à laver.
Les 15 premières personnes qui souffrent d'insuffisance rénale aiguë et qui sont traitées avec cet appareil d'épuration du sang, décèdent. En dépit de ces échecs, des améliorations du « rein artificiel », en particulier l'utilisation d'un anticoagulant, permettent en 1945 de sortir du coma une femme de 67 ans après onze heures de traitement (les premiers mots de cette femme à son réveil sont "Je vais divorcer de mon mari" ; cette femme, une ancienne collaboratrice du régime nazi, reprochait à son mari de ne pas soutenir les occupants pendant la guerre). Elle survit sept ans avant de mourir d'une cause sans rapport ; c'est la première patiente traitée avec succès.
En France la première dialyse a lieu dans le service du professeur Jean Hamburger à l’Hôpital Necker-Enfants malades en 1954, grâce à son adjoint Gabriel Richet qui a rapporté de Boston, où avait émigré Kolff, le rein artificiel amélioré.

## Types de dialyse à applications médicales
- La dialyse péritonéale utilise le péritoine.
- L'hémodialyse se fait sur un circuit de circulation extra-corporelle.
- L'hémofiltration continue est une technique de dialyse durant 24h/24 et plusieurs jours de suite si nécessaire, existant depuis le début des années 1990 en service de réanimation pour des patients nécessitant une suppléance rénale et dont la tension artérielle est fragile. Elle permet de « nettoyer » le sang des substances délétères et de retirer l'eau en excès des cellules. On l'utilise souvent en cas de choc septique, d'œdème aigu du poumon (surcharge en eau), l'anurie dans les cas d'instabilité hémodynamique.
- L'hémodiafiltration combine hémodialyse et hémofiltration.
- La dialyse hépatique.

## Mise en place
En cas d'urgences (absence de fistule fonctionnelle), une dialyse peut être mise en route par un cathéter veineux fémoral, jugulaire ou sous-clavier.
En cas de décision d'hémodialyse, une fistule artério-veineuse est mise en place de manière chirurgicale par abouchement d'une artère dans une veine. La dilatation progressive de la fistule permet ainsi une voie d'accès beaucoup plus aisée à une voie sanguine à haut-débit. Le début de la dialyse doit attendre cependant plusieurs semaines pour que la fistule se développe de manière suffisante. Suivant le choix du patient, une plus ou moins grande autonomie lui est laissée pour la préparation de la machine et la réalisation de la séance qui peut être fait à l'aide d'une machine située au domicile du patient.
Le recours à la dialyse nécessite la poursuite du régime de l'insuffisance rénale : peu salé, avec une restriction hydrique, pauvre en potassium.